# 光の森
光の森（ひかりのもり）とは、熊本県菊池郡菊陽町の町名である。光の森一丁目から光の森七丁目までが設置されており、2023年10月31日現在の人口は4,779人、世帯数は1,883。 郵便番号は869-1108。

## 概要

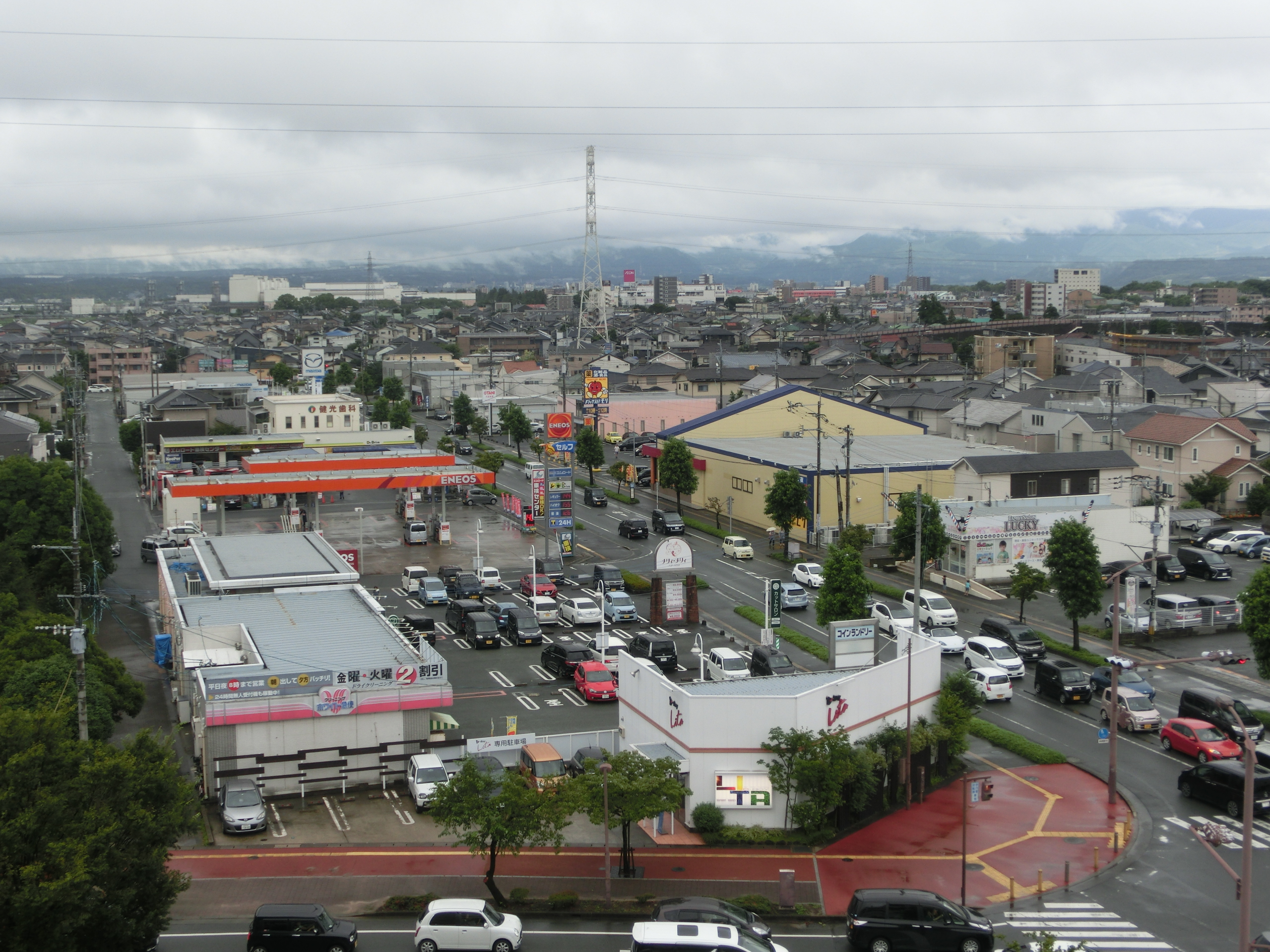
光の森七丁目（ゆめタウン光の森本館から東方向に撮影）

1969年（昭和44年）、九州自動車道の着工を機に、県住宅供給公社が白川北岸の丘陵地帯に「武蔵ヶ丘団地」造成計画。1978年（昭和53年）までに、分譲住宅670戸、公営住宅2,500戸など合計3,530戸、人口14,000人のニュータウンの建設計画が成立。
隣接する現在の「光の森」地域は開発規制区域となる。だがその後、規制区域を逃れたより遠い地域に「すずかけ台団地」「杉並台団地」等が先行して開発・分譲され、住宅地の中に広大な未開発地が残る状態が10年以上も続いた。
光の森の分譲が2002年に始まると、開発は一気に進み、2004年の大型SC「ゆめタウン光の森」オープン以降は、店舗・住宅共に更に加速、人口増加率が全国でも有数の開発ラッシュ地域となった。
2007年8月11日、区画整理により住所が「大字津久礼」から「光の森1〜7丁目」に変更された。
なお、実際の住所は合志市であるものの、店舗が堀川以南で、熊本県道316号住吉熊本線に面しているため、「光の森店」を名乗る店舗がある。菊陽町のうち、住所が「光の森1〜7丁目」ではないものの、熊本県道316号住吉熊本線に面しているために、「光の森店」を名乗る店舗がある。

## 沿革
- 1994年（平成6年）9月 - 基本計画承認（建設省）。
- 1995年（平成7年）4月 - 新駅設置に関するJR九州と覚え書き締結。
- 1995年（平成7年）9月 - 都市計画決定告示。市街化区域編入。
- 1996年（平成8年）2月 - 施行規程、事業計画の建設大臣認可告示。
- 2002年（平成14年）6月 - 用途地域の変更指定。
- 2002年（平成14年）11月 - 第1期公社分譲開始。
- 2004年（平成16年）6月3日 - 「ゆめタウン光の森」オープン。
- 2004年（平成16年）10月12日 - 「熊本北郵便局」開局。
- 2006年（平成18年）3月18日 - 「JR光の森駅」開業。
- 2008年（平成20年）3月22日 - 「第6期住宅展示場」オープン。
- 2009年（平成21年）3月20日 - 「第7期住宅展示場」オープン。
- 2010年（平成22年）3月20日 - 「第8期住宅展示場」オープン。
- 2011年（平成23年）5月3日 - 平成23年度住宅展示場プレオープン（事実上の第9期住宅展示場）。
- 2013年（平成25年）3月23日 - 住宅展示場「光の森とーくらんど」オープン。
- 2018年（平成30年）4月1日 - ゆめタウン光の森の隣接地に大津警察署管轄となる光の森交番が落成[2]。

## 交通

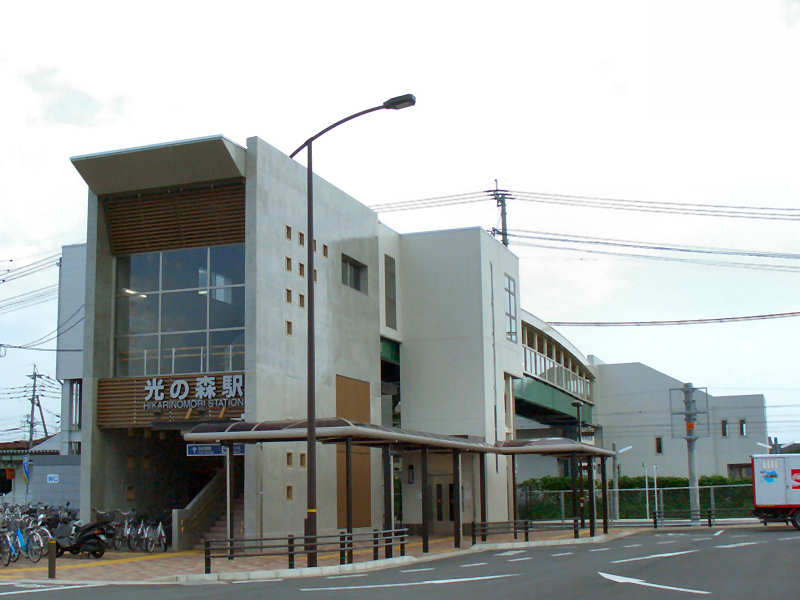
光の森駅北口

### 道路
- 熊本県道316号住吉熊本線
- 熊本県道311号新山原水線
- 熊本県道337号熊本菊陽線

### 鉄道
- JR九州豊肥本線：光の森駅
この駅は熊本市に属するが、北口側は駅舎を出ると菊陽町および光の森に入る。

豊肥本線で九州新幹線の発着する熊本駅方面と結ばれている。新水前寺駅で熊本市電と乗り換えることで、熊本市役所や下通などの繁華街へ行くことができる上、本数も2-3本/時程度確保され利便性が高いため、利用者も多い。

### バス
- 九州産交バス

| 系統 | 主な経路 |
| ---- | --- |
| E3-3 | 熊本駅＞桜町BT - 子飼橋 - 熊本大学 - 二里木 - 武蔵塚駅 - 光の森四丁目 - 光の森五丁目 - 光の森産交             |
| E3-2 | 桜町BT - 子飼橋 - 熊本大学 - 二里木 - 武蔵塚駅 - 中迎原 - ゆめタウン光の森 - 光の森七丁目 - 新成 - 光の森産交 |
| K5-1 | 桜町BT - 味噌天神 - 県庁 - 松の本 - ゆめタウン光の森 - 光の森七丁目 - 新成 - 光の森産交                       |
| K5-2 | 桜町BT - 味噌天神 - 県庁 - 二里木 - 武蔵塚駅 - 光の森四丁目 - 光の森五丁目 - 光の森産交                       |

- 熊本電鉄バス

| 系統 | 主な経路 |
| ---- | --- |
| C5-2 | 熊本駅＞桜町BT - 三軒町 - 堀川 - 新地団地 - 武蔵ヶ丘車庫前 - 中迎原 - ゆめタウン光の森 - 光の森駅            |
| C9-2 | 熊本駅＞桜町BT - 三軒町 - 清水ヶ丘 - 北高入口 - 楠団地 - 武蔵ヶ丘中央 - 中迎原 - ゆめタウン光の森 - 光の森駅 |
| E2-2 | 熊本駅＞桜町BT - 子飼橋 - 熊本大学 - 二里木 - 楠団地 - 武蔵ヶ丘中央 - 中迎原 - ゆめタウン光の森 - 光の森駅   |

- 地区内の停留所
上記以外の路線も合わせて挙げる。

| 停留所           | 停車路線                                                                                             |
| ---------------- | --- |
| 武蔵ヶ丘中学校前 | キャロッピー号（西部環状線）                                                                         |
| キャロッピア     | キャロッピー号（中央環状線、西部環状線）                                                             |
| 光の森仮設団地前 | キャロッピー号（中央環状線、西部環状線）                                                             |
| 光の森三丁目     | キャロッピー号（中央環状線）                                                                         |
| 光の森四丁目     | K5-2、E3-3                                                                                           |
| 光の森五丁目     | K5-2、E3-3                                                                                           |
| 光の森六丁目     | キャロッピー号（中央環状線）                                                                         |
| 光の森七丁目     | E3-2、E3-4、K5-1                                                                                     |
| 新山             | レターバス                                                                                           |
| 中迎原           | C5-2、C9-1、C9-2、C9-7、E2-2、E3-2、E3-4                                                             |
| ゆめタウン光の森 | C5-2、C9-1、C9-2、C9-7、E2-2、E3-2、E3-4、K5-1、キャロッピー号（中央環状線、西部環状線）、レターバス |
| 光の森駅         | C5-2、C9-2、C9-7、E2-2、キャロッピー号（中央環状線、西部環状線）、レターバス                         |
| 新成             | E3-2、E3-4、F1-2、K5-1                                                                               |

## 施設
公共・行政
- 光の森町民センター「キャロッピア」
  - 菊陽町役場西部支所
- 武蔵ヶ丘コミュニティーセンター

教育
- 菊陽町立武蔵ヶ丘中学校

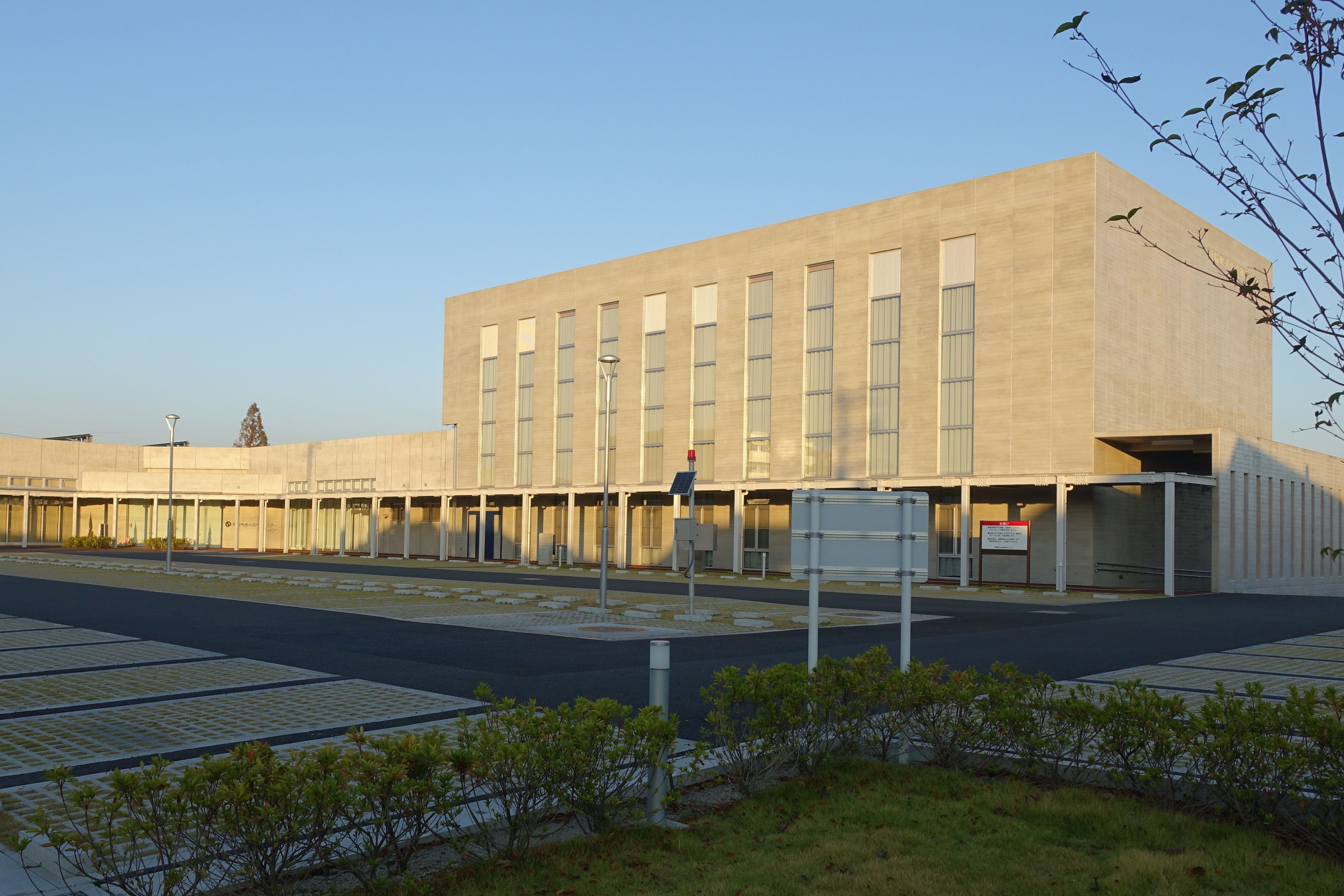
光の森町民センター

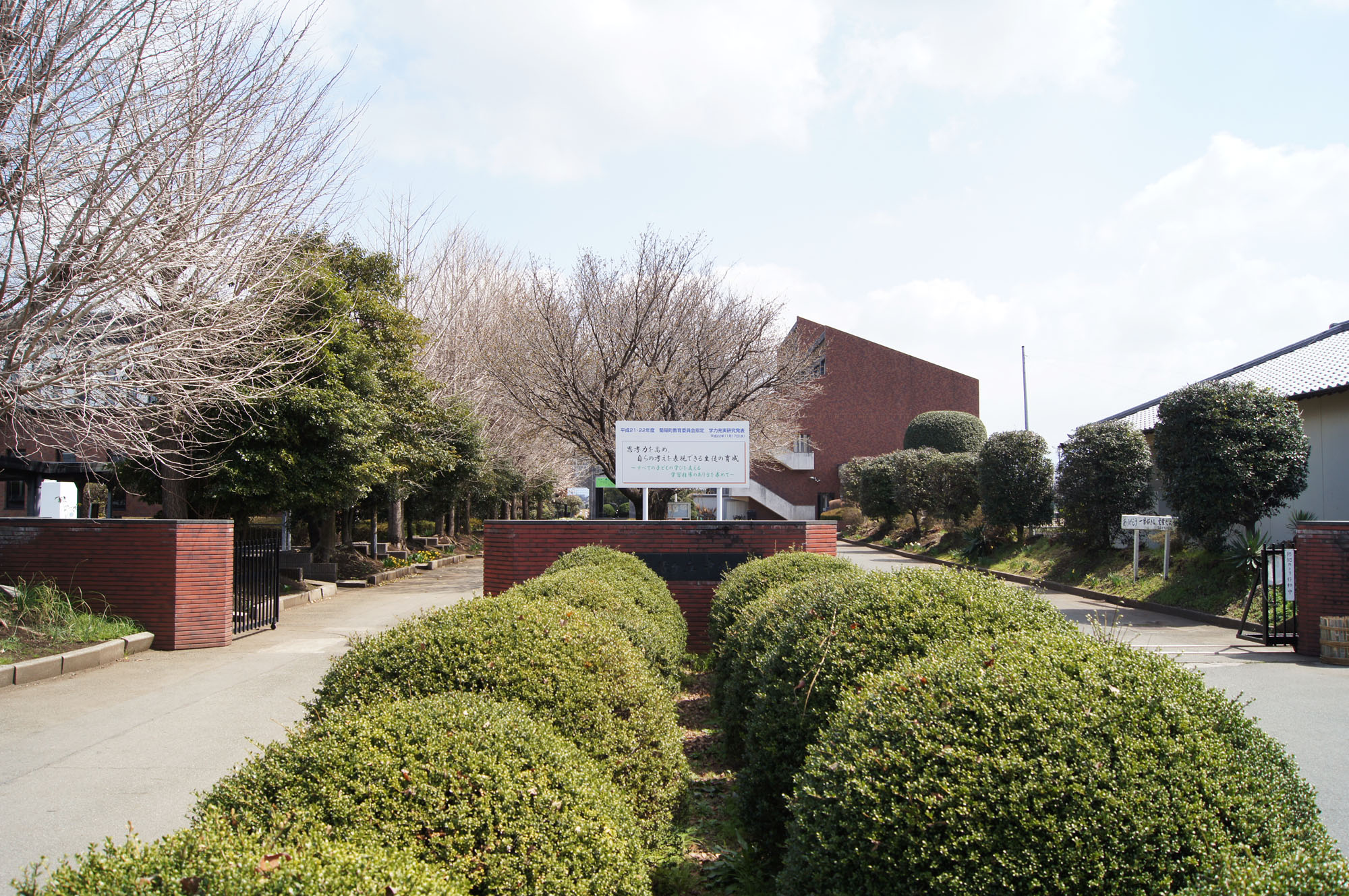
菊陽町立武蔵ヶ丘中学校

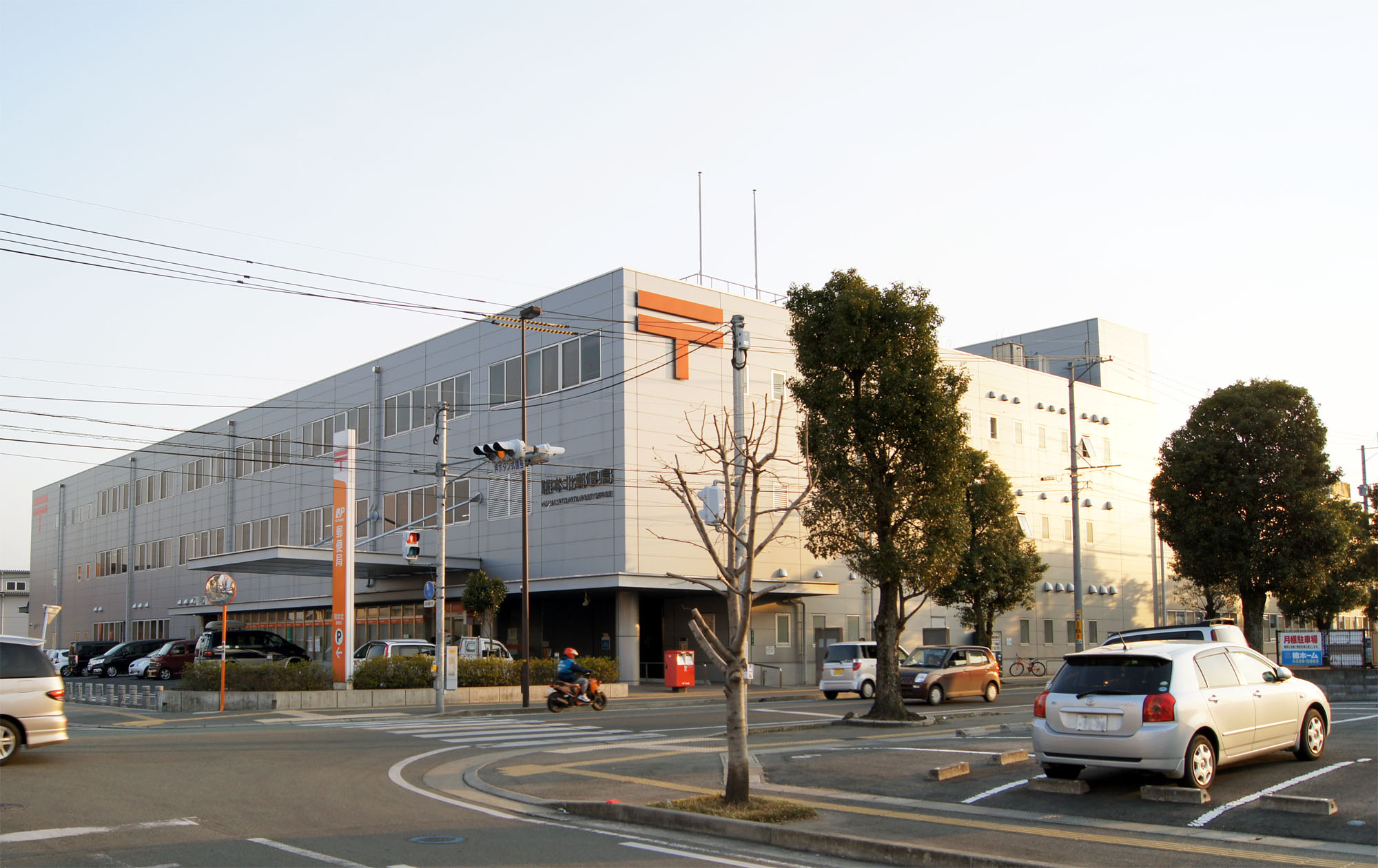
熊本北郵便局

  - 小学校は光の森1～5町内は武蔵ヶ丘小学校、6・7町内は菊陽西小学校の通学区域となっている[4]。また、高等学校の普通科（コースは除く）は「熊本県立高等学校の通学区域に関する規則」では県央学区と定められており、熊本市内および同学区の高校へ通学することが出来る[5]。同規則によれば大津町の大津高校の普通科（体育コースと美術コースは全県学区）と理数科は県北学区ではあるが、菊陽町も例外として通学区域と定められている。

医療
- たに耳鼻咽喉科アレルギー科
- 仁誠会クリニック光の森
- 光の森脳神経外科内科

商業
- ゆめタウン光の森
- ベスト電器 光の森店
- マックスバリュ 光の森店
- 肥後銀行光の森支店・個人総合コンサルティングプラザ光の森
- マクドナルド 菊陽光の森店
- スターバックスコーヒー 光の森ロードサイド店
- ダイソー 熊本光の森店
- GU 熊本光の森店
- スシロー 光の森店

郵便局
- 熊本北郵便局

周辺地域には、実際の住所は異なるものの「光の森（店）」を名乗る店舗やマンション等が多く存在する。
商業
- 業務スーパー 光の森店(合志市)
- ドミノ・ピザ 光の森店(合志市)
- シャディ・サラダ館 光の森合志店(合志市)
- 来来亭 光の森店(合志市)
- 焼肉なべしま 合志光の森店(合志市)
- 辛麺屋桝元 熊本光の森店(合志市)
- おぐらの唐揚げ 光の森店(菊陽町杉並台)
- たかもとや 光の森店(菊陽町杉並台)